# Tsenes
Tsenes, jedna od nekadašnjih skupina Cowichana s rijeke Fraser u Britanskoj Kolumbiji, Kanada. Njihova točna lokacija nije poznata.